# Garath Archer
Garath Stuart Archer (Durham, 15 dicembre 1974) è un ex rugbista a 15 britannico, nazionale inglese, che divise la sua carriera di club tra Newcastle e Bristol giocando come seconda linea fino al 2004, anno in cui si ritirò precocemente a soli 29 anni.

## Biografia
Archer siglò il suo primo contratto da professionista nel 1994 con il Bristol, club con cui esordì in Premiership nel 1995 contro Leicester, per poi passare dopo due stagioni al Newcastle, vincendo nel 1998 il campionato.
Nel 1999 tornò a Bristol e ivi rimase quattro stagioni. Un nuovo trasferimento a Newcastle nel 2003 fu il preludio a un precoce abbandono dell'attività agonistica, a causa dei problemi mai superati originati da un infortunio alla schiena.
In Nazionale inglese Archer esordì nel corso del Cinque Nazioni 1996 contro la Scozia a Murrayfield; l'anno seguente disputò 9 incontri incluso tutto il Cinque Nazioni, e nel 1999 fu inserito da Clive Woodward nella selezione che partecipò alla Coppa del Mondo.
Il suo ultimo incontro in Nazionale fu nell'aprile del 2000, nel corso del Sei Nazioni, sempre contro la Scozia e, come all'esordio, sempre a Murrayfield.

## Palmarès
- Premiership: 1
Newcastle: 1997-98
- Coppe Anglo-Gallesi: 1
Newcastle: 2003-04